# Карзинкин, Сергей Сергеевич
Сергей Сергеевич Карзинкин (1869, Москва—1918, Киев) — потомственный почётный гражданин из рода Карзинкиных, возглавлял правления Нижегородского городского ярмарочного товарищества и Общества для содействия русской промышленности и торговли; директор Торгово-промышленного товарищества Ярославской большой мануфактуры. Числился во 2-й гильдии московского купечества, был гласным городской Думы, депутатом Государственной думы (входил в состав ЦК октябристов). Продолжив семейную традицию чаеторговли, Сергей Сергеевич создал фирму «С. С. Карзинкин, М. В. Селиванов и Ко».

## Биография
Сергей Сергеевич был старшим сыном купца 1-й гильдии Сергея Ивановича Карзинкина (1847—1887), который руководил чаеторговой фирмой «Ивана Карзинкина наследник и Ко» и был записан в дворянское сословие Тульской губернии. Мать будущего предпринимателя — Юлия Матвеевна — владелица усадьбы Троице-Лыково. Именно для нее Ропет построил знаменитый дом-терем, в котором в дальнейшем жил со своей семьёй Сергей Сергеевич. После скоропостижной смерти мужа Юлия Матвеевна осталась с 11 детьми и продолжила его дело: с 1887 года она купчиха 1-й гильдии. В Москве ей принадлежали четыре лавки, в том числе чайный магазин в Гостином дворе и на Покровке, расположенный на территории семейной усадьбы. Получив блестящее образование Сергей Сергеевич продолжил родительское дело и сильно расширил его. Среди прочего он владел гостиницей Большая Московская и знаменитым рестораном при ней (в Москве, на Воскресенской площади), где некогда пел Ф. И. Шаляпин с которым Карзинкин дружил; в 1932 году здание гостиницы было встроено в комплекс гостиницы Моссовета (гостиницы «Москва»), где были сохранены шикарные интерьеры ресторана и кованные решетки балконов с вензелем Карзинкина (ныне на этом месте находится новое здание гостиницы «Москва», которое утратило оригинальные фрагменты старых гостиниц).

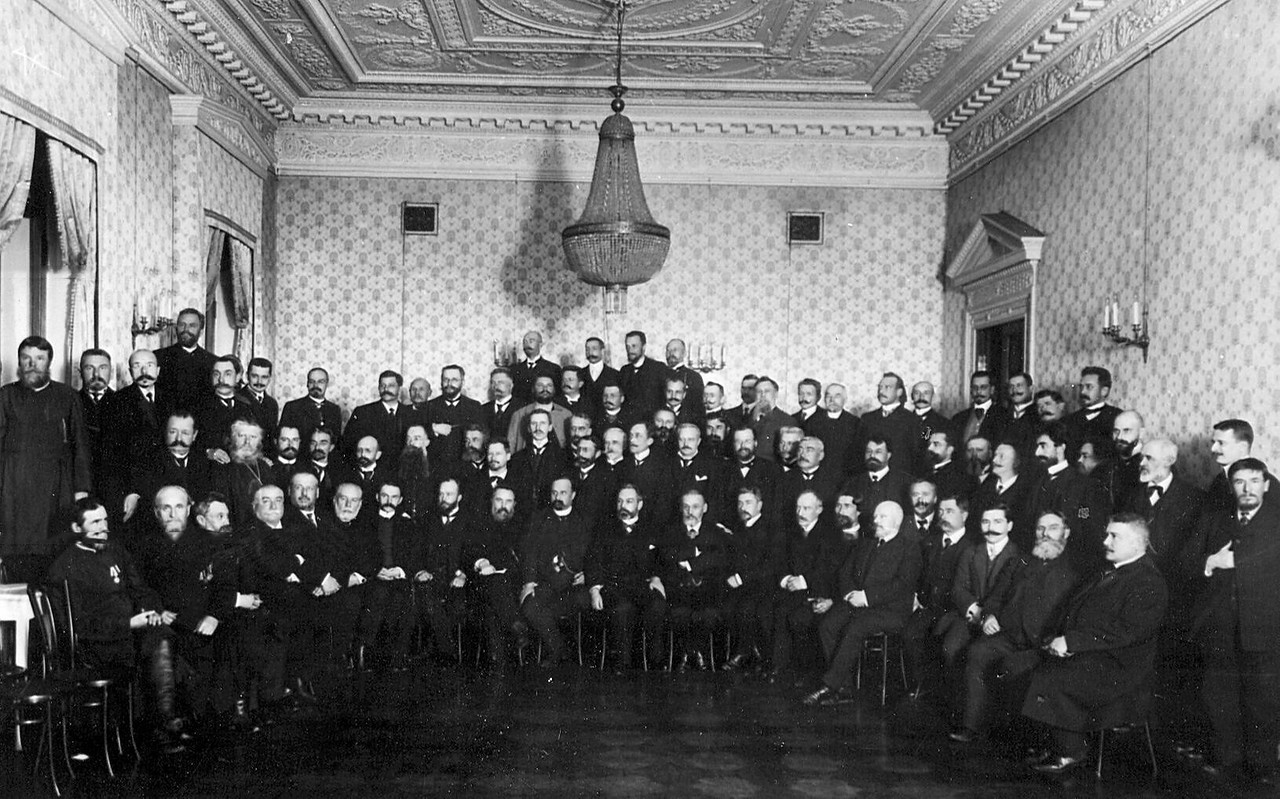
Группа депутатов Третьей Государственной думы — членов Союза 17 октября, третий справа в нижнем ряду — Сергей Сергеевич Карзинкин

Карзинкины были благотворителями — большими поклонниками искусства. Их дом всегда был полон гостей. Сергей Сергеевич вёл богемный образ жизни, был дружен со многими выдающимися артистами и людьми искусства. Именно он подарил первые часы знаменитому басу Ф. И. Шаляпину. Большая семья Шаляпиных гостевала в знаменитой усадьбе Троице-Лыково на крутом берегу Москвы-реки целыми летними сезонами, частыми гостями были братья художники Аполлинарий и Виктор Васнецовы, собиратели картин Третьяковы и Гнесины. Туда же приезжал и иногда служил знаменитый протодиакон Константин Розов, имевший неподалеку дачу. Троицкое-Лыково неоднократно посещалось архиереями. Как правило, это были викарии митрополита Московского. Но в 1909 и 1910 годах здесь побывал митрополит Московский Владимир (Богоявленский), в 1916 г. — митрополит Макарий (Киевский). Известно, что храмы Троице-Лыкова посещал преподобный Серафим Саровский, который останавливался в усадьбе по дороге в Саров.
Сергей Сергеевич входил в состав ЦК «Союза 17 октября». После революции потерял всё своё состояние и стал служащим Наркомпроса. Умер и похоронен в Киеве.

## Семья

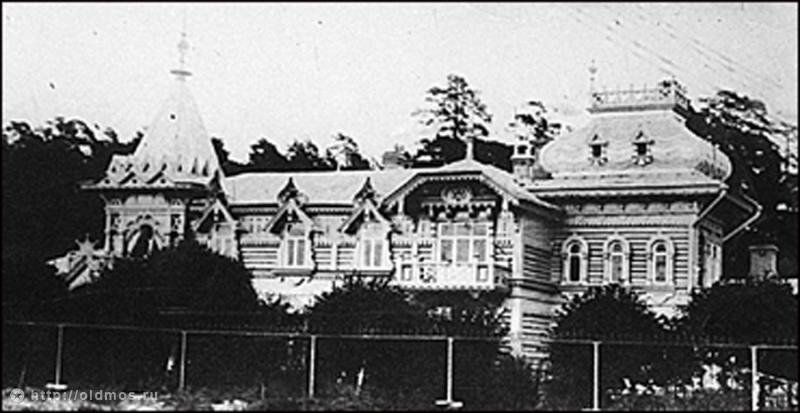
Дом-терем, построенный И. П. Ропетом в Троицком-Лыкове для Корзинкиных.

У Сергея Сергеевича было четыре брата Иван, Михаил, Пантелеймон и Дионисий и 6 сестер — Маргарита, Лидия, Антонина, Екатерина, Варвара и Мария. В 1899 году Сергей Сергеевич женился на Елизавете Васильевне Сидневой и принял на себя все заботы об усадьбе в Троице-Лыкове. Семья Сергея Сергеевича размещалась в доме-теремке И.П. Ропета, а главный усадебный дом со всей мебелью и землей был передан женской общине. У Сергея Сергеевича и его жены Елизаветы Васильевны было 9 детей, в том числе Мария, Сергей, Николай, Иван, Александр, Елена (1898-1972), Георгий (Юрий) и близнецы Нина и Ирина.
- Сын — ихтиолог и гидробиолог, доктор биологических наук, действительный член Азербайджанской Академии наук Георгий Сергеевич Карзинкин[4].
- Внук — известный биолог широкого профиля М. В. Мина[6]

Подругой Сергея Сергеевича долгие годы была известная балерина и педагог О.В. Некрасова.

## Меценатская деятельность
Кроме церквей и амбулатории, семья Карзинкиных содержала в Троицком школу, а дочь Сергея Сергеевича – Мария Сергеевна учительствовала в ней. Людям, работавшим у Карзинкиных, при вступлении в брак оказывали помощь при постройке дома и давали приданное, помогали молодоженам в постройке собственного дома. Сергея Сергеевича поддерживал и тех, с кем случалась беда. Он взял на себя и обязанности церковного старосты Успенской церкви, следя за сохранностью и пополнением церковного имущества.

## С.С.Карзинкин в воспоминаниях современников
В организации мамонтовского театра происходили серьезные изменения -- дело переводилось на товарищеские начала. Одним из деятельных членов этого товарищества был С. С. Карзинкин, московский купец, который не дурак был выпить, любил театр и постоянно носил с собой склянку с каплями, которые поминутно пускал себе в глаз,-- это был особый род лечения, мало, однако, я думаю, помогавший, ибо доктора одновременно с этим рецептом прописали и воздержание от шампанского, но добрейший Сергей Сергеевич признавал только первый рецепт. — В. А. Теляковский